# Ruth Mary Kelly
Ruth Mary Kelly (Temperley, 1925 o 1926; Buenos Aires, 1994) fue una escritora, trabajadora sexual, sindicalista y militante feminista y lésbica argentina. Fundadora del Grupo Safo en 1972, primera organización lésbica argentina, y del Frente de Liberación Homosexual, escribió en 1972 Memorial de los infiernos, acerca de sus vivencias como trabajadora sexual y lesbiana, perseguida por el sistema psiquiátrico-carcelario. Fue precursora de la sindicalización de las trabajadoras sexuales en Argentina. Encarnó una triple subalternidad, como mujer, lesbiana y trabajadora sexual, buscando su visibilización y su articulación como parte de la democracia.

## Biografía

### Infancia y juventud
Nació en Temperley, conurbano bonaerense, en la década de 1920, en una familia de clase media, que luego se mudó a Turdera. Sus antepasados eran de origen irlandés y escocés, debido a lo cual en su familia se hablaba inglés y castellano. Desde niña fue internada forzosamente en clínicas psiquiátricas, correccionales y colegios. Realizó sus estudios primarios en la Escuela Normal de Lomas de Zamora e inició sus estudios secundarios en el Colegio Británico, luego renombrado William Shakespeare, donde fue abusada sexualmente por su director, que era también el profesor de matemáticas. A los 14 años fue recluida durante nueve meses en un correccional para mujeres de Montevideo, donde eran generalizadas las relaciones sexuales entre las internas:

Allí pasé los nueve meses más terribles de mi vida. Aprendí de todo. Estaba en medio de lesbianas, ladronas, criminales y prostitutas.

Ya cumplidos los quince años, su padre la trae de regreso a Buenos Aires y la interna en la cárcel de Olmos, en La Plata, donde sufría reiterados castigos. Allí se enamoró platónicamente por primera vez de otra mujer. En 1941 es declarada «demente» e internada en Hospital Neuropsiquiátrico Braulio Aurelio Moyano, del que se escapaba sistemáticamente para volver a su casa. En su descargo, Ruth declaró que su padre quería mantener relaciones sexuales con ella. Poco después la justicia le quitó la patria potestad a sus padres y fue puesta bajo supervisión estatal. Luego de apelar, logró en 1946 que la justicia la revocara la declaración de insanía. Por ese entonces tuvo, con un policía que conoció en una comisaría en la que había estado detenida, su primera relación sexual en un hotel alojamiento de Once, en la que se sintió usada y despreciada:

Esa noche del hotelucho del Once aprendí a que no tenían que usarme y si me usaban, no tenían que hacerlo gratis: debían pagar, que es otra forma de humillación, el vuelto de la moneda. Creo que esa noche fue cuando me convertí en prostituta.

De sus vivencias en los manicomios recuerda:

En las cárceles, en los sanatorios, en los hospicios, conocí lo que es el infierno. Lo que más me dolía era el desprecio que sentían por mi persona. Yo son cosas que imagino. Un médico me hizo una vez un tratamiento de shock cardiosólico. Me dieron dos inyecciones. Antes de entrar a la enfermería del manicomio, escuche que decía: “¡Para qué gastar pólvora en chimango, animal que no se come!”

También le aplicaron electroshocks, le aplicaban inyecciones de trementina y le colocaban chalecos de fuerza largos hasta los pies.

### Mayoría de edad y matrimonio
A los 22 años se casó con un trabajador de la Aduana, que al poco tiempo comenzó a celarla y golpearla. A los pocos meses se sentía profundamente angustiada y tuvo una crisis que la llevó a quemar la casa. Luego de unos días en Mar del Plata se mudaron a Catamarca, en 1948, donde adoptaron informalmente a un bebé que anotaron como propio, con el nombre de Ricardo Pedro Oscar. Fue allí donde tuvo su primera relación sexual con otra mujer, una vecina que era esposa del amigo de su esposo.

Estábamos en la pieza planchando. De golpe ella deja de hacer lo que estaba haciendo y mirándome fijo me dice: —¿Vos nunca has hecho el amor con una mujer? Le contesté que no. Temblaba. Me había dado cuenta cuál era la atracción que sentía por mi vecina. Fuimos a la cama e hicimos el amor. Yo gocé tremendamente, como no había gozado nunca con mi hombre.

Unos meses después volvieron a Mar del Plata, pero debido a la falta de trabajo volvieron a mudarse sucesivamente a Necochea, Comodoro Rivadavia y Bariloche, en busca de empleo. En esta última ciudad su esposo consiguió trabajo como guardaparques, siendo trasladado en 1950 a Puerto Iguazú y poco después a Formosa. En 1952 se separó y dejó al niño con su esposo. Poco después quedó embarazada.

### Política y torturas
En esa época yo andaba metida en política. Vendía los diarios radicales. Cuando comenzó el peronismo, desde 1948 a 1953, fui partidaria de Eva Perón más que de Perón. Cuando ella murió dejé de ser peronista.

Comenzó a militar en el radicalismo y a vender sus periódicos, razón por la cual fue detenida y torturada con picana eléctrica por la policía, estando embarazada. Durante años planeó y preparó el asesinato de su torturador. Pocos meses después nació su hija. Con la Revolución Libertadora, en 1955, obtiene un empleo como traductora en el Correo. Poco después se entera de que su hija había sido anotada como hija de su esposo, quien a su vez transfirió la guarda de su hija a su padre, forzándola a darla también en adopción.

### El puerto y Mendoza
El Correo, por su parte, la trasladó a Bariloche, donde queda embarazada de su jefe. Acusada en el Correo de vida deshonesta, renunció y se fue a Villa La Angostura, donde estaba su esposo y su hijo adoptivo, con el fin de reconciliarse. Pero él no quiso y volvió a Buenos Aires, donde volvió a ejercer la prostitución en el puerto, con los marineros estadounidenses y canadienses, aprovechando su conocimiento del inglés.

Es que no hay hombres más solos que la gente de mar... la prostituta se transforma en otra persona, se transforma en la mujer que han dejado allá lejos. Es lo que yo llamo la sustitución... Mientras hacen el amor, muchos clientes no lo hacen conmigo. Lo hacen con otra mujer. Por eso, cuando termina el orgasmo, muchos de esos clientes me miran como a una extraña. Algunos con rabia. Otros, con asco. Es como si volvieran de un sueño, de un letargo. Y mi presencia los incomoda. Entonces siento el desprecio.

En 1957 se trasladó a Comodoro Rivadavia para trabajar en un prostíbulo, pero a las tres semanas volvió a Buenos Aires. En 1962 murió su padre, quien en ese momento era vicepresidente segundo del Concejo Deliberante de Lomas de Zamora.

Cuando llegué, a nadie le importó de mi dolor. Mi madre estaba con sus amistades. Mi hermana estaba con sus amistades. Me quedé sola en la cocina, llorando. Ninguno se compadeció del dolor qué yo sentía por haber perdido a mi padre. Pero más qué dolor era remordimiento. A mi padre lo perdí cuando lo lastimé tanto con el falso testimonio que le levanté en los tribunales durante el juicio de insanía.

En 1964 se enamoró de una monja francesa, que le dijo que ella no la podía aceptar. Trabajó también en Mendoza como lustrabotas, donde recuerda recibir «consejos» masculinos para dejar ese oficio por no ser decoroso para una mujer:

Yo pienso que el machista veía en mí a su mujer, a sus hijas, a su novia, haciendo cosas no decorosas, es decir teniendo la posibilidad de ganarse la vida por sí mismas y con ello escapando a la dominación del macho... me demostré que los que hacen los llamados trabajos honrados, están desprotegidos. El usurero, el explotador de obreros, tienen su protección: abogados, procuradores, todo el aparato estatal. Y me di cuenta que la prostitución entraba también, por estar desprotegida, dentro del campo de los trabajos honrados.

### Alcohólicos Anónimos
En 1965 estuvo en Chile, trabajando también en un prostíbulo, donde fue detenida por robo y trasladada a una cárcel, donde se enamoró de otra reclusa. Allí comenzó a tomar alcohol y emborracharse. El deterioro de su condición la llevó a ingresar en Alcohólicos Anónimos.

Además de curarme de mi alcoholismo, los Alcohólicos Anónimos me devolvieron la fe en los hombres. Por eso creo que las cosas en el mundo pueden cambiar, van a cambiar. Porque el mundo está enfermo por falta de amor.

### Memorial de los infiernos
Hacia 1969 Ruth ya vivía en una humilde casa propia en Florencio Varela. En 1972, junto al escritor Julio Ardiles Gray, publica Memorial de los infiernos, un libro autobiográfico sobre su vida como prostituta y su disciplinamiento psiquiátrico-carcelario, el cual integró la lista de libros prohibidos durante la última dictadura cívico-militar. Ese mismo año ingresó a la naciente Unión Feminista Argentina (UFA), pero fue expulsada debido a su postura a favor del reconocimiento de la prostitución. Dijo al diario La Opinión: “Esperaba encontrar eco en el lugar que creí más indicado desde donde se lucha por la liberación total de la mujer… [pero no había] cabida a los problemas para la liberación de la mujer prostituta”.

### Militancia
Ingresó al Frente de Liberación Homosexual, donde según algunas memorias de sus integrantes, entre ellas las publicadas por Juan José Sebrelli, impulsó el Grupo Safo, la primera organización lésbica de Argentina, y participó en el Grupo de Política Sexual (GPS), que congregaba a feministas, homosexuales varones y lesbianas. Precisamente, uno de los folletos del Grupo Safo trata sobre la prostitución, citando su libro Memorias del infierno, cerrando con la frase “encontramos que hay grupos feministas que piden seguridades gremiales y reconocimiento de las prostitutas organizadas”.
El 10 de diciembre de 1983, cuando fue recuperada la democracia y durante el histórico discurso de asunción como presidente de Raúl Alfonsín desde el Cabildo de Buenos Aires, Ruth, desde las primeras filas de la multitud, exclamó «¡Presidente, Presidente, soy trabajadora del sexo!», haciendo de su grito un acto político performático que cuestionaba la criminalización de las prostitutas y reclamaba por sus derechos como mujeres y como trabajadoras. Decía:

[El 2º H castiga] la incitación pública al acto carnal. Pero cuando un tipo se me acerca en la calle y me pregunta "¿cuánto cobrás?", ¿no me está incitando al acto carnal? Sin embargo, la que va en cana soy yo.

El 8 de marzo de 1984 participó del Día de la Mujer y volvió a conmover la incipiente agenda feminista con una pancarta que decía «Trabajadora del sexo». Llevaba consigo copias de los edictos policiales para denunciarlos como excesos del aparato represivo estatal. En ese mismo acto María Elena Odonne, líder del Movimiento de Liberación Femenina (MLF), hizo historia aportando su propia pancarta rupturista con el lema: «No a la maternidad, sí al placer». Ambas mujeres, aún sin coincidir plenamente, se mantuvieron cerca y compartieron la convicción de que el feminismo debía romper los moldes morales que le impedían llegar a «todas» las mujeres.
En mayo de 1984 protagonizó, junto a Marcelo Benítez, histórico militante LGBT y fundador del Frente de Liberación Homosexual, un debate en el salón de actos de la Facultad de Artes de la Universidad Nacional de La Plata sobre «La represión sexual en Argentina». Por primera vez en la historia argentina, una lesbiana y un varón homosexual, militantes por los derechos LGBT, daban una conferencia en una universidad sobre sexualidades reprimidas. «En aquellos años de "destape" mucho se hablaba y denunciaba (justamente) sobre la represión política sufrida por activistas políticos en la Argentina, pero poco y nada sobre otros grupos victimados y perseguidos por su identidad o actividad sexual», dijo Morris Tidball-Binz, que organizó el debate, siendo en aquel momento estudiante. Pocos días antes, el ministro del Interior de Alfonsín, Antonio Tróccoli, había calificado a la homosexualidad como una «enfermedad» y declarado que la policía, bajo sus órdenes, procedería a detener a cualquier persona que estuviera haciendo ostentación de su condición homosexual. La conferencia convocó a cientos de personas, mayoritariamente jóvenes, que llenaron el salón de actos. Cuenta Benítez que:

Cuando le tocó el turno a Ruth, agarró el micrófono, se presentó como "profesional del sexo" y, mirando al público, dijo enfática: "Todos ustedes, todos los presentes aquí, mujeres y hombres, si trabajan, se prostituyen. La secretaria se prostituye, el empleado se prostituye, el cadete se prostituye, la dentista se prostituye. Entonces, ¿qué me van a venir a decir a mí? ¿qué me vienen a hacer quilombo por vender mi cuerpo? Déjense de joder con la sacralización de la vagina. Que les quede bien claro, ustedes también venden su cuerpo. Yo me prostituyo igual que ustedes". Así empezó la charla Ruth. Fue bárbara, maravillosa. El público, la mayoría joven, se quedó paralizado, embelesado.

La conferencia tuvo una gran repercusión, al punto que la revista sensacionalista Shock publicó la noticia bajo el título «La represión de la sexualidad. Por primera vez en un claustro universitario un gay y una prostituta se enfrentaron ante una platea». Benítez cuenta también que, poco despuél, fue despedido de su trabajo por haber participado de la conferencia, bajo la imputación de indecencia.
Ruth escribió en las revistas El Porteño y Cerdos&Peces, desde donde defendió la prostitución como trabajo y llamó a las prostitutas a organizarse sindicalmente.

Cuando el valor "dinero" se impone en el mundo, hasta los más elevados pasaron a depender de él. Todos los individuos se vieron obligados a prostituirse de alguna manera... Pero de ningún modo trato de justificar la prostitución, sino de asumirla porque existe, y es un oficio tan antiguo como el más antiguo. Las prostitutas tenemos que ser reconocidas por la sociedad: tenemos que sindicalizarnos, tener nuestra jubilación, servicio médico, servicios sociales... Esta condición de marginadas nos expone continuamente a todo tipo de atropellos: violaciones, abusos policiales, encierros injustificados, violaciones de la propia policía, y sobre todo esa pseudo condición de delincuentes que en ningún caso es real, ya que no robamos ni traficamos... No solo la sociedad debe tomar conciencia de nuestro problema. Son mis propias colegas que tienen que asumir la realidad de su marginación y luchar por sus derechos. Y es a ellas a quien quiero dirigirme en estos últimos párrafos: colegas, hermanas mías, no se puede vivir siempre escondidas, con temor, sintiéndose en el fondo culpables, porque nos han envenenado la mente con patrañas moralistas. La conveniencia pública, que no quiere en realidad hacernos desaparecer, nos obliga a mantenernos en la oscuridad y la marginación. Juntémonos, luchemos juntas por lo que somos, porque solo siendo lo que se es, es que uno puede ser humano.
Ruth Mary Kelly, «Ser prostituta», en Cerdos&Peces, N°. 46, enero de 1992.

Su mirada buscó articular la subjetivación feminista frente al patriarcado, con la subjetivación sindicalista frente al capital, rechazando el lugar que el machismo asigna a las mujeres prostitutas, como objetos indispensables y despreciables, para reconocerse en toda su dignidad como mujer y trabajadora sexual.
Presentó un anteproyecto de ley de profilaxis para restarle poder a proxenetas y a la policía. Desde el núcleo Profesionales del Sexo, trabajó junto a agrupaciones punk, la CHA, el SASID (Servicio de Acción Solidaria Integral del Detenido) y activistas independientes para exigir la derogación del artículo 2°H del código contravencional de Buenos Aires (“incitar u ofrecerse públicamente al actor carnal, sin distinción de sexos”) y demás facultades represivas de la prostitución concedidas a la policía.
En la década de 1980 dio charlas y cortó calles con «sentadas», participó en espacios feministas como Lugar de Mujer, y se relacionó con personalidades como el criminólogo Eugenio Zaffaroni, el sindicalista Saúl Ubaldini y el músico roquero Indio Solari.
En 1985 Marta Fontenla publicó en la revista Brujas un artículo sosteniendo que:

(a Ruth) se la acusa de querer legalizar e institucionalizar la prostitución… ¿Y qué otra forma tiene un explotado/a de luchar por su liberación, que organizarse para esta lucha? ¿Por qué, en nombre de qué, les negamos este derecho a las prostitutas?

En 1989 Kelly contó una anécdota sobre una conferencia en la Facultad de Derecho de la Universidad de Buenos Aires:

En la entrada de la facultad había un cartel que anunciaba el debate y decía: «Hablan los expertos y hablan los marginados». Yo les dije: «¿Quiénes son los expertos? ¿Los abogados, los estudiosos, los sociólogos?». No, nosotros somos los expertos.

Murió en 1994. Ese mismo año se fundó la Asociación de Mujeres Meretrices de Argentina (Ammar), constituida como sindicato, reconociendo a Ruth Mary Kelly como su precursora.

## Obra
- Ardiles Gray, Ruth Mary (1972). Memorial de los infiernos. Buenos Aires: La Bastilla.